# Orangaslia dipperae
Orangaslia dipperae is een zachte koraalsoort uit de familie Xeniidae. De koraalsoort komt uit het geslacht Orangaslia. Orangaslia dipperae werd in 2001 voor het eerst wetenschappelijk beschreven door Alderslade. 